# Philadelphia School of Design for Women
A Philadelphia School of Design for Women  era uma escola de arte para mulheres na Filadélfia, Pensilvânia. Instalada na antiga Edwin Forrest House em 1346 North Broad Street, sob a direção de Emily Sartain (1886 – 1920), tornou-se a maior escola de arte para mulheres nos Estados Unidos. Seus professores incluíram Robert Henri, Samuel Murray e Daniel Garber. Em 1932, fundiu-se com o que hoje é o Moore College of Art and Design.

## História
Sarah Worthington King Peter, esposa do cônsul britânico na Filadélfia, fundou uma escola de artes industriais em sua casa em 1848 para ensinar um ofício a mulheres sem meios de sustentar. A escola ensinava litografia, escultura em madeira e design, principalmente para utensílios domésticos como tapetes e papel de parede. O marido de Peter morreu logo depois que ela fundou a escola, e ela voltou para casa em Cincinnati, Ohio.